# Michelangelo Membrini
Michelangelo Membrini ou Michelangelo di Pietro Mencherini est un peintre italien qui a été actif dans la région de Lucques, en Toscane, entre 1484 et 1525, année de sa mort, en mars.

## Biographie
Fils d'un maître ébéniste Pietro Membrini de Pistoia, Michelangelo Membrini se forme probablement auprès de lui à Pistoia puis à Lucques, et ensuite, encore jeune, auprès  des grands maîtres de la ville comme Matteo Civitali, Michele Ciampanti, avec ses collègues contemporains Francesco Marti, Vincenzo Frediani et  Ansano Ciampanti. 
Il est cité, la première fois en 1484, comme peintre indépendant,  dans un document de la ville de Lucques pour le paiement d'une œuvre peinte pour l'église d'Albiano.
Sa réputation parmi les peintres lucquois  est attestée par un document de 1489 qui rapporte que  l'évêque lui confia, cette année-là, la décoration du plafond à caissons de la grande salle de l'évêché. 
et d'autres commandites pour des œuvres sacrées ou privées.
En 1490, il accueille dans son atelier  pour trois mois, un peintre florentin du  nom de Raffaello de Giovanni. 
En  1491,  il  travaille pour la pieve de Lunata et exécute en même temps deux panneaux de cassone  pour Iacopo de Nobili.
Les nombreuses  commandes qu'il remporte lui attire la jalousie de certains de ses confrères, comme Antonio Corsi qui veut le faire exclure (sospetto a alcune parti ) au moment de la passation d'ordre d'un tableau de la Madonna col Bambino fra i santi Andrea e Luca pour l'église  S. Andrea di Compito, en  1494.
Toujours très actif dans les années 1490, il remporte une commandite prestigieuse d'un tableau pour  Aloiso, seigneur de Vendôme. 
En 1497, en collaboration avec Matteo Civitali il peint un tableau de Vincenzo Frediani pour Tempagnano di Lunata et, vers la fin de la décennie, un tondo  de la  Madonna col Bambino fra i santi Girolamo e Caterina ed un donatore, pour  la famille   Guinigi de Lucques (ce qui lui a valu la dénomination de Maestro del Tondo Lathrop avant son attribution certaine par Bernard Berenson et Federico Zeri).
...

## Œuvres
- Annunciazione, Dio Padre e storie della vita di Cristo (1504), Chiesa della SS. Annunziata, Capannori, province de  Lucques
- Trois tableaux sur le même thème de la Madonna con Bambino e santi (1500-1510), Museo Nazionale di Villa Guinigi, Lucques
- Tableaux sur San  Rocco,  Santa Maria Maggiore, Pise
- Madonna con Bambino e santi (1509), Chiesa di S. Maria Assunta e S. Giovanni Ev., Capannori, Marli
- Madonna col Bambino fra i santi Girolamo e Caterina ed un donatore, tondo[2], pour la famille Guinigi, ensuite dans la collection  Lathrop, et aujourd'hui au Getty Center.
- Saint Jérôme et saint Joseph avec un donateur, tempera et huile sur panneau, 152,4 cm × 86,4 cm, vente aux enchères[3]

## Sources